# Mistrovství Evropy v judu 1977
Mistrovství Evropy mužů se konalo v Ludwigshafenu, Západní Německo 13.–15. května 1977 a Mistrovství Evropy žen se konalo v Arlonu, Belgie 1.–2. října 1977.

## Výsledky
Muži
| Kategorie | Zlato                       | Stříbro                    | Bronz                    | Bronz                       |
| --------- | --------------------------- | -------------------------- | ------------------------ | --------------------------- |
| -60 kg    | Jevgenij Pogorelov (URS)RUS | Guy Le Baupin (FRA)        | Reinhard Arndt (GDR)     | Arpád Szabó (ROU)           |
| -65 kg    | Yves Delvingt (FRA)         | Ferenc Szabó (HUN)         | Wolfgang Biedron (SWE)   | Torsten Reißmann (GDR)      |
| -71 kg    | Vladimir Něvzorov (URS)RUS  | Marian Tałaj (POL)         | Neil Adams (GBR)         | Günter Krüger (GDR)         |
| -78 kg    | Adam Adamczyk (POL)         | Harald Heinke (GDR)        | Fred Marhenke (FRG)      | Bernard Tchoullouyan (FRA)  |
| -86 kg    | Alexej Volosov (URS)RUS     | Jürg Röthlisberger (SUI)   | Zbigniew Bielawski (POL) | Detlef Ultsch (GDR)         |
| -95 kg    | Dietmar Lorenz (GDR)        | Robert Van de Walle (BEL)  | Arthur Schnabel (FRG)    | Paul Radburn (GBR)          |
| +95 kg    | Jean-Luc Rougé (FRA)        | Džibilo Nižaradze (URS)GEO | Peter Adelaar (NED)      | Wolfgang Zuckschwerdt (GDR) |

Ženy
| Kategorie | Zlato                        | Stříbro                    | Bronz                           | Bronz                        |
| --------- | ---------------------------- | -------------------------- | ------------------------------- | ---------------------------- |
| -48 kg    | Eva Hillesheimová (FRG)      | Annie Mazaudová (FRA)      | Josefina Hommingaová (NED)      | Edith Bouthemyová (FRA)      |
| -52 kg    | Edith Hrovatová (AUT)        | Franka Luzziová (ITA)      | Maria Vittoria Fontanaová (ITA) | Jeannine Peetersová (BEL)    |
| -56 kg    | Sigrid Happová (FRG)         | Rebecca Ljungbergová (SWE) | Jeanine Meulemansová (BEL)      | Vera van der Meulenová (NED) |
| -61 kg    | Ingrid Bergová (FRG)         | Carina Thomasová (NED)     | Martine Rottierová (FRA)        | Andrea Hilgerová (FRG)       |
| -66 kg    | Gabriele Czerwinskiová (FRG) | Marie-France Milová (BEL)  | Ute Drögekampová (FRG)          | Annie-Laure Sucová (FRA)     |
| -72 kg    | Catherine Pierreová (FRA)    | Concepción Costaová (ESP)  | Barbara Claßenová (FRG)         | Andrea Gerberová (FRG)       |
| +72 kg    | Christiane Kieburgová (FRG)  | Margit Schmutzerová (AUT)  | Muriel Sameryová (FRA)          | Pia Olssonová (SWE)          |